# Regiones de Corea
Corea ha sido dividida tradicionalmente en una serie de regiones no oficiales que reflejan los límites históricos, geográficos y dialécticos de la península. Algunos de los nombres de la siguiente lista están actualmente en desuso, siendo Honam, Yeongdong, Yeongnam y Sudogwon los únicos que se usan en Corea del Sur.
Los nombres tradicionales de las ocho antiguas provincias de Corea se utilizan, a menudo, como apodos regionales.

## Lista de regiones

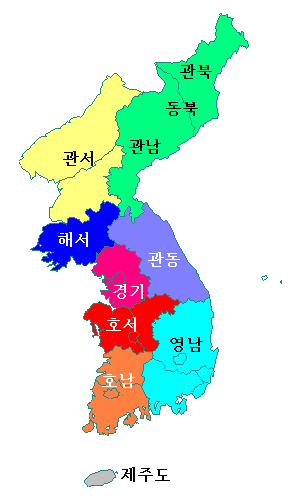
Regiones de Corea.

| RR        | MC       | Coreano | Hanja  | Provincia tradicional | Divisiones actuales                                                           | Divisiones actuales |
| --------- | -------- | ------- | ------ | --------------------- | ----------------------------------------------------------------------------- | ------------------- |
| Haeseo    | Haesŏ    | 해서    | 海西   | Hwanghae              | Hwanghae del Norte y Hwanghae del Sur                                         | Corea del Norte     |
| Gwanseo   | Kwansŏ   | 관서    | 關西   | Pyongan               | Pyongyang, Nampo, Pyongan del Norte, Pyongan del Sur y Chagang                | Corea del Norte     |
| Gwandong  | Kwandong | 관동    | 關東   | Gwandong              | Gangwon (C. del S.)/Kangwon (C. del N.)                                       | Ambos               |
| Gwannam   | Kwannam  | 관남    | 關南   | Hamgyong              | Hamgyong del Sur y parte meridional de Ryanggang; parte meridional de Gwanbuk | Corea del Norte     |
| Gwanbuk   | Kwanbuk  | 관북    | 關北   | Hamgyong              | Rason, Hamgyong del Norte, Hamgyong del Sur y Ryanggang                       | Corea del Norte     |
| Hoseo     | Hosŏ     | 호서    | 湖西   | Chungcheong           | Daejeon, Sejong, Chungcheong del Norte y Chungcheong del Sur                  | Corea del Sur       |
| Honam     | Honam    | 호남    | 湖南   | Jeolla                | Gwangju, Jeolla del Norte y Jeolla del Sur                                    | Corea del Sur       |
| Sudogwon  | Sudokwŏn | 수도권  | 首都圈 |                       | Seúl, Incheon y Gyeonggi                                                      | Corea del Sur       |
| Yeongseo  | Yŏngsŏ   | 영서    | 嶺西   | Gwandong              | Parte occidental de Gwandong                                                  | Ambos               |
| Yeongdong | Yŏngdong | 영동    | 嶺東   | Gwandong              | Parte oriental de Gwandong                                                    | Ambos               |
| Yeongnam  | Yŏngnam  | 영남    | 嶺南   | Gyeongsang            | Busan, Daegu, Ulsan, Gyeongsang del Norte e Gyeongsang del Sur                | Corea del Sur       |
| Giho      | Kiho     | 기호    | 畿湖   |                       | Sudogwon y Hoseo                                                              | Corea del Sur       |